# Czerchawa
Czerchawa – wieś na Ukrainie w rejonie samborskim należącym do obwodu lwowskiego.
Wieś prawa wołoskiego, położona była w drugiej połowie XV wieku w ziemi przemyskiej województwa ruskiego.